# Nita Lowey

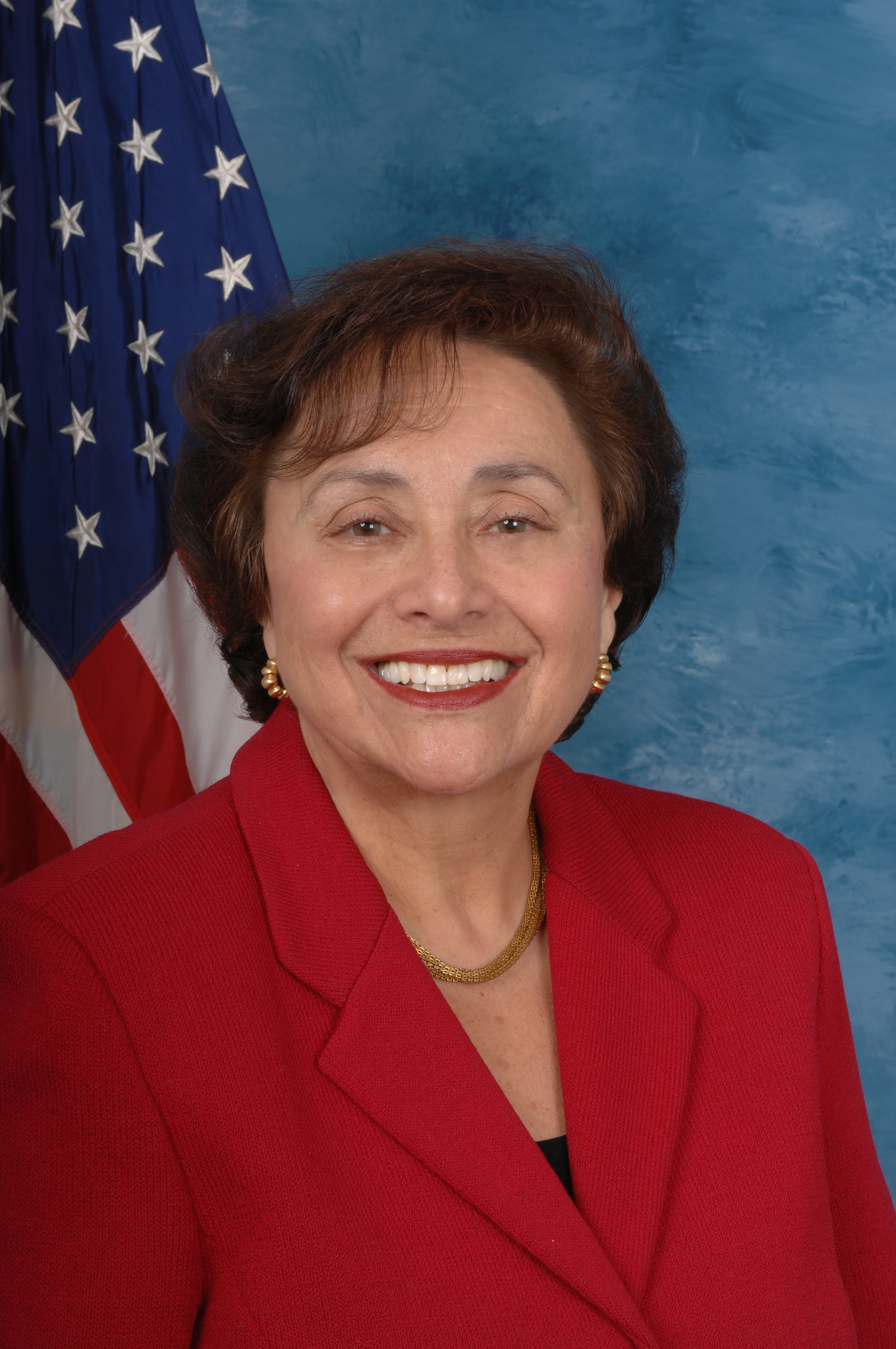
Nita Lowey (2007)

Nita Melnikoff Lowey (* 5. Juli 1937 in New York City; † 15. März 2025 in Harrison, New York) war eine US-amerikanische Politikerin der Demokratischen Partei und war von 1989 bis 2021 Mitglied des Repräsentantenhauses der Vereinigten Staaten für den Bundesstaat New York.

## Biografie
Lowey wurde in der New Yorker Bronx geboren. Mit einem Bachelor schloss sie das Mount Holyoke College ab. Sie war in verschiedenen Funktionen als Regierungsmitarbeiterin tätig, bevor sie ins US-Repräsentantenhaus gewählt wurde.
Bei den Kongresswahlen des Jahres 1988 wurde sie für den 20. Kongressdistrikt erstmals ins Repräsentantenhaus gewählt. Da sie bei allen folgenden Wahlen, einschließlich der des Jahres 2018, wiedergewählt wurde, konnte sie ihr Mandat bis 2021 ausüben. Ihre letzte Legislaturperiode lief bis zum 3. Januar 2021, nachdem sie im Vorfeld der Wahl 2020 erklärt hatte, nicht mehr anzutreten. Durch Umstrukturierungen der Wahlbezirke des Bundesstaates New York änderte sich im Verlauf der Jahre mehrfach die Nummerierung ihres Wahlbezirks. Daher vertrat sie bis 1993 den 20. und danach bis zum Jahr 2013 den 18. Wahlkreis ihres Staates. Ab 2013 vertrat sie den 17. Wahldistrikt. In ihre Zeit als Kongressabgeordnete fielen die Terroranschläge am 11. September 2001, der Irakkrieg und der Militäreinsatz in Afghanistan. Lowey war Mitglied im Bewilligungsausschuss (Ranking Member) sowie in drei von dessen Unterausschüssen. Außerdem gehört sie mehreren Caucuses an. 2020 verzichtete sie auf eine erneute Kandidatur.
Nita Lowey war über 40 Jahren mit Stephen verheiratet. Beide hatten drei Kinder und mehrere Enkelkinder. Sie lebten in Harrison, Westchester County. Lowey war jüdischen Glaubens.
Sie starb am 15. März 2025 im Alter von 87 Jahren in Harrison.